# Lycodon carinatus
Lycodon carinatus là một loài rắn trong họ Rắn nước. Loài này được Kuhl mô tả khoa học đầu tiên năm 1820.